# Rival Leaders
Rival Leaders è l'ottavo singolo della band hardcore punk Exploited, pubblicato nel 1983 dalla Pax Records.
Il singolo contiene "Rival Leaders", un brano che successivamente andrà a far parte dell'album Let's Start a War (Said Maggie One Day).
Si è piazzato all'undicesimo posto nella classifica indipendente.

## Tracce

### Lato A
1. Rival Leaders - 5:43

## Formazione
- Wattie Buchan - voce
- Karl "Egghead" Morris - chitarra
- Billy Dunn - basso
- Willie Buchan - batteria